# Pénjamo, Guanajuato
Pénjamo är en kommunhuvudort i Mexiko.   Den ligger i kommunen Pénjamo och delstaten Guanajuato, i den centrala delen av landet, 290 km väster om huvudstaden Mexico City. Pénjamo ligger 1 780 meter över havet och antalet invånare är 33 509.
Terrängen runt Pénjamo är kuperad åt nordväst, men åt sydost är den platt. Runt Pénjamo är det ganska tätbefolkat, med 111 invånare per kvadratkilometer. Pénjamo är det största samhället i trakten. Trakten runt Pénjamo består till största delen av jordbruksmark.